# Calandrella
Genre
Le genre Calandrella regroupe des passereaux appartenant à la famille des Alaudidae : il s'agit d'alouettes de petite taille.

## Taxonomie
La vaste étude phylogénique d'Alström et al. (2013) amène à une révision complète de la famille des Alaudidae. En conséquence, le Congrès ornithologique international (version 4.2, 2014) déplace cinq espèces de ce genre vers le nouveau genre Alaudala. Cette séparation concerne : l'Alouette raytal (anciennement Calandrella raytal), l'Alouette pispolette (anciennement Calandrella rufescens), l'Alouette de Swinhoe (anciennement Calandrella cheleensis), l'Alouette roussâtre (anciennement Calandrella somalica) et l'Alouette d'Athi (anciennement Calandrella athensis)

### Liste des espèces
D'après la classification de référence (version 13.1, 2023) du Congrès ornithologique international (ordre phylogénique) :
- Calandrella acutirostris – Alouette de Hume
- Calandrella dukhunensis – (?)
- Calandrella blanfordi – Alouette de Blanford
- Calandrella eremica – Alouette de Peters
- Calandrella cinerea – Alouette cendrille
- Calandrella brachydactyla – Alouette calandrelle